# Handball-Panamerikameisterschaft der Männer 2010
Die Handball-Panamerikameisterschaft der Männer 2010 war die 14. Austragung der Handball-Panamerikameisterschaft der Männer für Nationalmannschaften Nord-, Zentral- und Südamerikas sowie der Karibik. Organisiert wurde das Turnier von der Pan-American Team Handball Federation. Es wurde vom 22. bis 26. Juni im Centro de Entrenamiento Olímpico in Santiago de Chile ausgetragen. Argentinien gewann seinen vierten Titel und qualifizierte sich wie die nächstplatzierten Brasilianer und Chilenen für die Weltmeisterschaft 2011.

## Teilnehmer
| Mannschaft              | Qualifikation                                 |
| ----------------------- | --------------------------------------------- |
| Chile                   | Gastgeber                                     |
| Brasilien               | 1. Platz bei der Panamerikameisterschaft 2008 |
| Argentinien             | 2. Platz bei der Panamerikameisterschaft 2008 |
| Kuba                    | 3. Platz bei der Panamerikameisterschaft 2008 |
| Grönland                | 5. Platz bei der Panamerikameisterschaft 2008 |
| Uruguay                 | 6. Platz bei der Panamerikameisterschaft 2008 |
| Dominikanische Republik | 1. Platz beim Qualifikationsturnier 2010      |
| Kanada                  | 2. Platz beim Qualifikationsturnier 2010      |

## Turnierverlauf

### Gruppe A
Legende
| Pl. | Land        | Sp. | S | U | N | Tore     | Diff. | Punkte |
| --- | ----------- | --- | - | - | - | -------- | ----- | ------ |
| 1.  | Argentinien | 3   | 3 | 0 | 0 | 097:440  | +53   | 6      |
| 2.  | Chile       | 3   | 1 | 1 | 1 | 081:780  | +3    | 3      |
| 3.  | Uruguay     | 3   | 1 | 1 | 1 | 073:880  | −15   | 3      |
| 4.  | Kanada      | 3   | 0 | 0 | 3 | 066:1070 | −41   | 0      |

Anmk.: Bei Punktgleichheit entschied der direkte Vergleich, dann das Torverhältnis.
| 22. Juni 2010 15.30 Uhr | Argentinien | 32:14 | Uruguay | Centro de Entrenamiento Olímpico, Santiago de Chile |
| 22. Juni 2010 15.30 Uhr | (14:4)      |       |         | Centro de Entrenamiento Olímpico, Santiago de Chile |
| 22. Juni 2010 15.30 Uhr |             |       |         | Centro de Entrenamiento Olímpico, Santiago de Chile |

| 22. Juni 2010 20.30 Uhr | Chile   | 36:25 | Kanada | Centro de Entrenamiento Olímpico, Santiago de Chile |
| 22. Juni 2010 20.30 Uhr | (15:10) |       |        | Centro de Entrenamiento Olímpico, Santiago de Chile |
| 22. Juni 2010 20.30 Uhr |         |       |        | Centro de Entrenamiento Olímpico, Santiago de Chile |

| 23. Juni 2010 16.00 Uhr | Argentinien | 39:12 | Kanada | Centro de Entrenamiento Olímpico, Santiago de Chile |
| 23. Juni 2010 16.00 Uhr | (17:6)      |       |        | Centro de Entrenamiento Olímpico, Santiago de Chile |
| 23. Juni 2010 16.00 Uhr |             |       |        | Centro de Entrenamiento Olímpico, Santiago de Chile |

| 23. Juni 2010 18.00 Uhr | Chile   | 27:27 | Uruguay | Centro de Entrenamiento Olímpico, Santiago de Chile |
| 23. Juni 2010 18.00 Uhr | (17:12) |       |         | Centro de Entrenamiento Olímpico, Santiago de Chile |
| 23. Juni 2010 18.00 Uhr |         |       |         | Centro de Entrenamiento Olímpico, Santiago de Chile |

| 24. Juni 2010 16.00 Uhr | Uruguay | 32:29 | Kanada | Centro de Entrenamiento Olímpico, Santiago de Chile |
| 24. Juni 2010 16.00 Uhr | (13:13) |       |        | Centro de Entrenamiento Olímpico, Santiago de Chile |
| 24. Juni 2010 16.00 Uhr |         |       |        | Centro de Entrenamiento Olímpico, Santiago de Chile |

| 24. Juni 2010 18.00 Uhr | Argentinien | 26:18 | Chile | Centro de Entrenamiento Olímpico, Santiago de Chile |
| 24. Juni 2010 18.00 Uhr | (15:6)      |       |       | Centro de Entrenamiento Olímpico, Santiago de Chile |
| 24. Juni 2010 18.00 Uhr |             |       |       | Centro de Entrenamiento Olímpico, Santiago de Chile |

### Gruppe B
Legende
| Pl. | Land                    | Sp. | S | U | N | Tore     | Diff. | Punkte |
| --- | ----------------------- | --- | - | - | - | -------- | ----- | ------ |
| 1.  | Brasilien               | 3   | 3 | 0 | 0 | 0100:660 | +34   | 6      |
| 2.  | Kuba                    | 3   | 2 | 0 | 1 | 097:810  | +16   | 4      |
| 3.  | Grönland                | 3   | 1 | 0 | 2 | 073:810  | −8    | 2      |
| 4.  | Dominikanische Republik | 3   | 0 | 0 | 3 | 052:940  | −42   | 0      |

Anmk.: Bei Punktgleichheit entschied der direkte Vergleich, dann das Torverhältnis.
| 22. Juni 2010 13.30 Uhr | Brasilien | 29:23 | Grönland | Centro de Entrenamiento Olímpico, Santiago de Chile |
| 22. Juni 2010 13.30 Uhr | (17:7)    |       |          | Centro de Entrenamiento Olímpico, Santiago de Chile |
| 22. Juni 2010 13.30 Uhr |           |       |          | Centro de Entrenamiento Olímpico, Santiago de Chile |

| 22. Juni 2010 17.30 Uhr | Kuba   | 39:15 | Dominikanische Republik | Centro de Entrenamiento Olímpico, Santiago de Chile |
| 22. Juni 2010 17.30 Uhr | (18:4) |       |                         | Centro de Entrenamiento Olímpico, Santiago de Chile |
| 22. Juni 2010 17.30 Uhr |        |       |                         | Centro de Entrenamiento Olímpico, Santiago de Chile |

| 23. Juni 2010 14.00 Uhr | Kuba    | 32:25 | Grönland | Centro de Entrenamiento Olímpico, Santiago de Chile |
| 23. Juni 2010 14.00 Uhr | (17:13) |       |          | Centro de Entrenamiento Olímpico, Santiago de Chile |
| 23. Juni 2010 14.00 Uhr |         |       |          | Centro de Entrenamiento Olímpico, Santiago de Chile |

| 23. Juni 2010 18.00 Uhr | Brasilien | 30:17 | Dominikanische Republik | Centro de Entrenamiento Olímpico, Santiago de Chile |
| 23. Juni 2010 18.00 Uhr | (17:11)   |       |                         | Centro de Entrenamiento Olímpico, Santiago de Chile |
| 23. Juni 2010 18.00 Uhr |           |       |                         | Centro de Entrenamiento Olímpico, Santiago de Chile |

| 24. Juni 2010 14.00 Uhr | Brasilien | 41:26 | Kuba | Centro de Entrenamiento Olímpico, Santiago de Chile |
| 24. Juni 2010 14.00 Uhr | (23:12)   |       |      | Centro de Entrenamiento Olímpico, Santiago de Chile |
| 24. Juni 2010 14.00 Uhr |           |       |      | Centro de Entrenamiento Olímpico, Santiago de Chile |

| 24. Juni 2010 18.00 Uhr | Grönland | 25:20 | Dominikanische Republik | Centro de Entrenamiento Olímpico, Santiago de Chile |
| 24. Juni 2010 18.00 Uhr | (12:11)  |       |                         | Centro de Entrenamiento Olímpico, Santiago de Chile |
| 24. Juni 2010 18.00 Uhr |          |       |                         | Centro de Entrenamiento Olímpico, Santiago de Chile |

### Platzierungsrunde
| 25. Juni 2010 14.00 Uhr | Uruguay | 28:24 | Dominikanische Republik | Centro de Entrenamiento Olímpico, Santiago de Chile |
| 25. Juni 2010 14.00 Uhr | (14:12) |       |                         | Centro de Entrenamiento Olímpico, Santiago de Chile |
| 25. Juni 2010 14.00 Uhr |         |       |                         | Centro de Entrenamiento Olímpico, Santiago de Chile |

| 25. Juni 2010 16.00 Uhr | Grönland                  | 38:36 n. 2. V. | Kanada | Centro de Entrenamiento Olímpico, Santiago de Chile |
| 25. Juni 2010 16.00 Uhr | (18:12), (28:28), (33:33) |                |        | Centro de Entrenamiento Olímpico, Santiago de Chile |
| 25. Juni 2010 16.00 Uhr |                           |                |        | Centro de Entrenamiento Olímpico, Santiago de Chile |

### Halbfinale
| 25. Juni 2010 18.00 Uhr | Brasilien | 33:21 | Chile | Centro de Entrenamiento Olímpico, Santiago de Chile |
| 25. Juni 2010 18.00 Uhr | (15:5)    |       |       | Centro de Entrenamiento Olímpico, Santiago de Chile |
| 25. Juni 2010 18.00 Uhr |           |       |       | Centro de Entrenamiento Olímpico, Santiago de Chile |

| 25. Juni 2010 20.00 Uhr | Argentinien | 17:08 | Kuba | Centro de Entrenamiento Olímpico, Santiago de Chile |
| 25. Juni 2010 20.00 Uhr |             |       |      | Centro de Entrenamiento Olímpico, Santiago de Chile |
| 25. Juni 2010 20.00 Uhr |             |       |      | Centro de Entrenamiento Olímpico, Santiago de Chile |

Anmk.: Auf Grund einer telefonischen Bombendrohung wurde das Spiel in der 29. Minute beim Stand von 17:8 für Argentinien abgebrochen. Die ohnehin mit reduziertem Kader angereisten Kubaner entschieden sich, Kräfte für das Spiel um Bronze und die damit verbundene mögliche WM-Qualifikation zu sparen.

### Spiel um Platz 7
| 26. Juni 2010 14.00 Uhr | Kanada | 33:22 | Dominikanische Republik | Centro de Entrenamiento Olímpico, Santiago de Chile |
| 26. Juni 2010 14.00 Uhr | (16:9) |       |                         | Centro de Entrenamiento Olímpico, Santiago de Chile |
| 26. Juni 2010 14.00 Uhr |        |       |                         | Centro de Entrenamiento Olímpico, Santiago de Chile |

### Spiel um Platz 5
| 26. Juni 2010 16.00 Uhr | Uruguay | 30:27 | Grönland | Centro de Entrenamiento Olímpico, Santiago de Chile |
| 26. Juni 2010 16.00 Uhr | (15:13) |       |          | Centro de Entrenamiento Olímpico, Santiago de Chile |
| 26. Juni 2010 16.00 Uhr |         |       |          | Centro de Entrenamiento Olímpico, Santiago de Chile |

### Spiel um Platz 3
| 26. Juni 2010 18.00 Uhr | Chile   | 34:31 | Kuba | Centro de Entrenamiento Olímpico, Santiago de Chile |
| 26. Juni 2010 18.00 Uhr | (13:14) |       |      | Centro de Entrenamiento Olímpico, Santiago de Chile |
| 26. Juni 2010 18.00 Uhr |         |       |      | Centro de Entrenamiento Olímpico, Santiago de Chile |

### Finale
| 26. Juni 2010 20.00 Uhr | Argentinien      | 28:27 n. V. | Brasilien | Centro de Entrenamiento Olímpico, Santiago de Chile |
| 26. Juni 2010 20.00 Uhr | (10:11), (23:23) |             |           | Centro de Entrenamiento Olímpico, Santiago de Chile |
| 26. Juni 2010 20.00 Uhr |                  |             |           | Centro de Entrenamiento Olímpico, Santiago de Chile |

## Platzierungen
Legende
| Rang | Mannschaft |
| ---- | --- |
|      | Argentinien Kader: Matías Carlos Schulz, Fernando Gabriel García, Federico Gastón Fernández, Mariano Cánepa, Sebastián Simonet, Pablo Sebastián Portela, Diego Simonet, Andrés Kogovsek, Pablo Vainstein, Maximiliano Ferro, Leonardo Facundo Querín, Eric Gull, Cristian Plati, Juan Pablo Fernández, Agustín Vidal, Gonzalo Carou. Trainer: Eduardo Gallardo. |
|      | Brasilien |
|      | Chile |
| 4    | Kuba |
| 5    | Uruguay |
| 6    | Grönland |
| 7    | Kanada |
| 8    | Dominikanische Republik |